# Деттельбах
Деттельбах (нем. Dettelbach) — город и городская община в Германии, в земле Бавария. 
Подчинён административному округу Нижняя Франкония. Входит в состав района Китцинген.  Население составляет 6967 человек (на 31 декабря 2010 года). Занимает площадь 60,94 км². Официальный код  —  09 6 75 117.

Городская община подразделяется на 10 городских районов.

## Фотогалерея

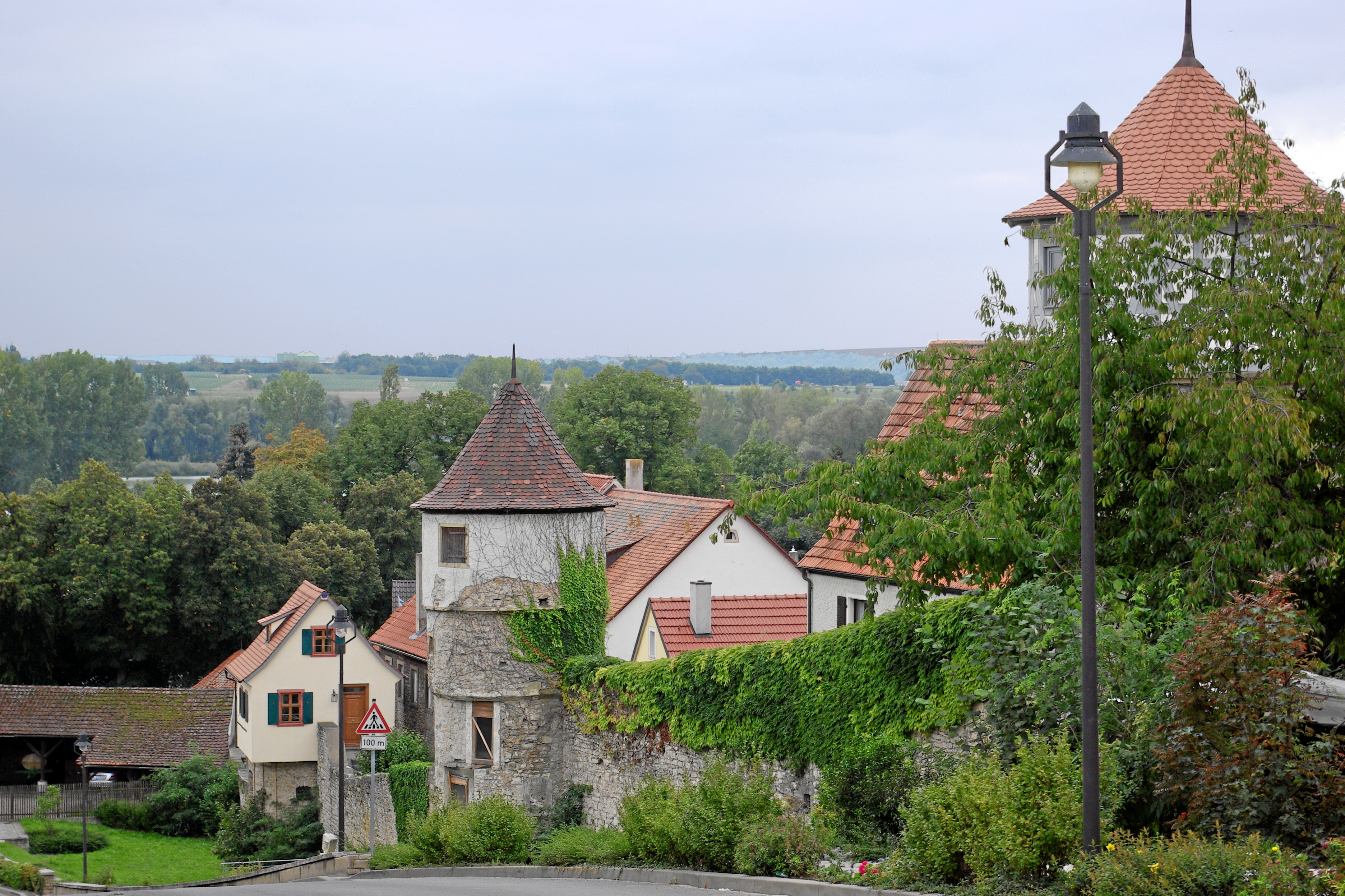
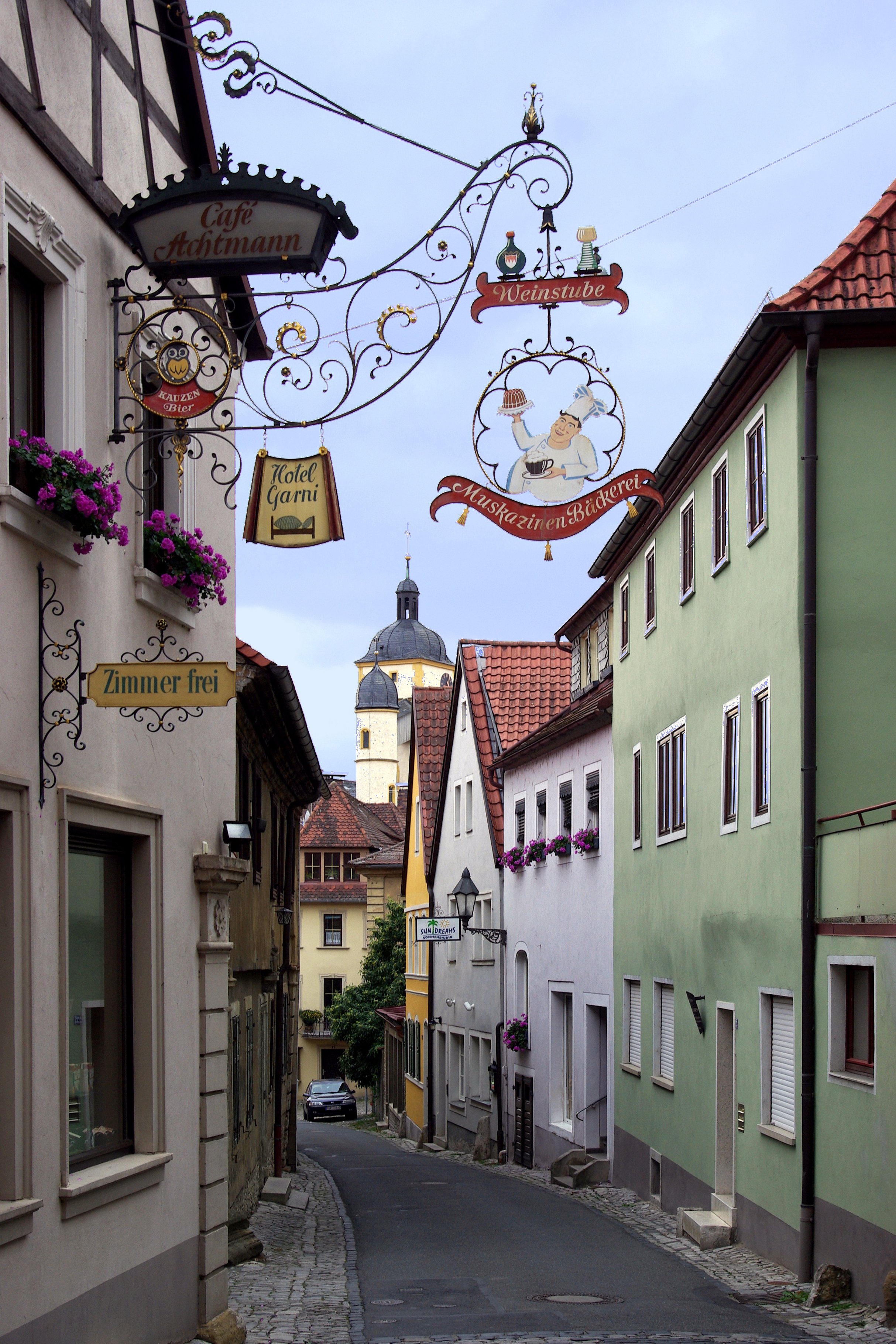
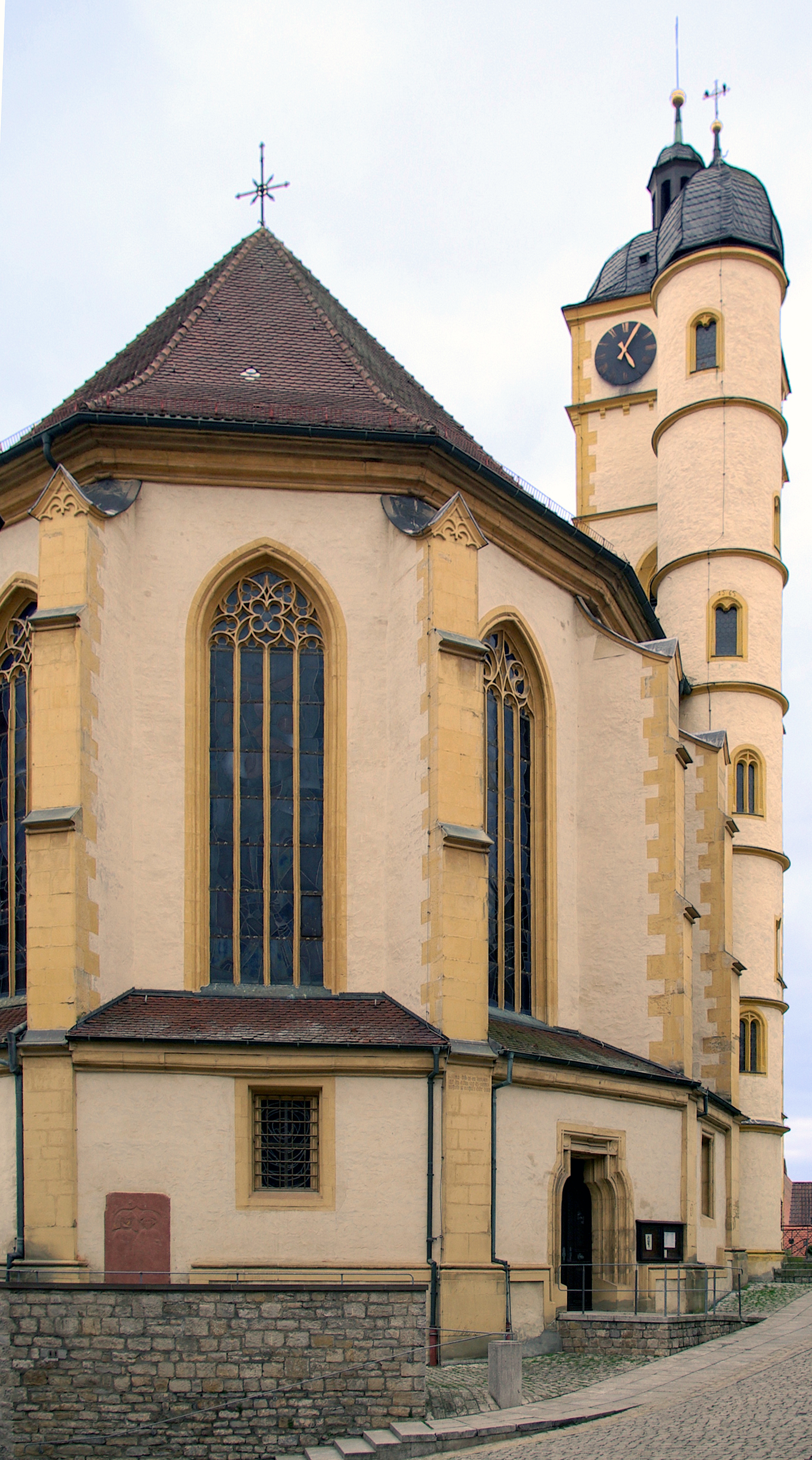
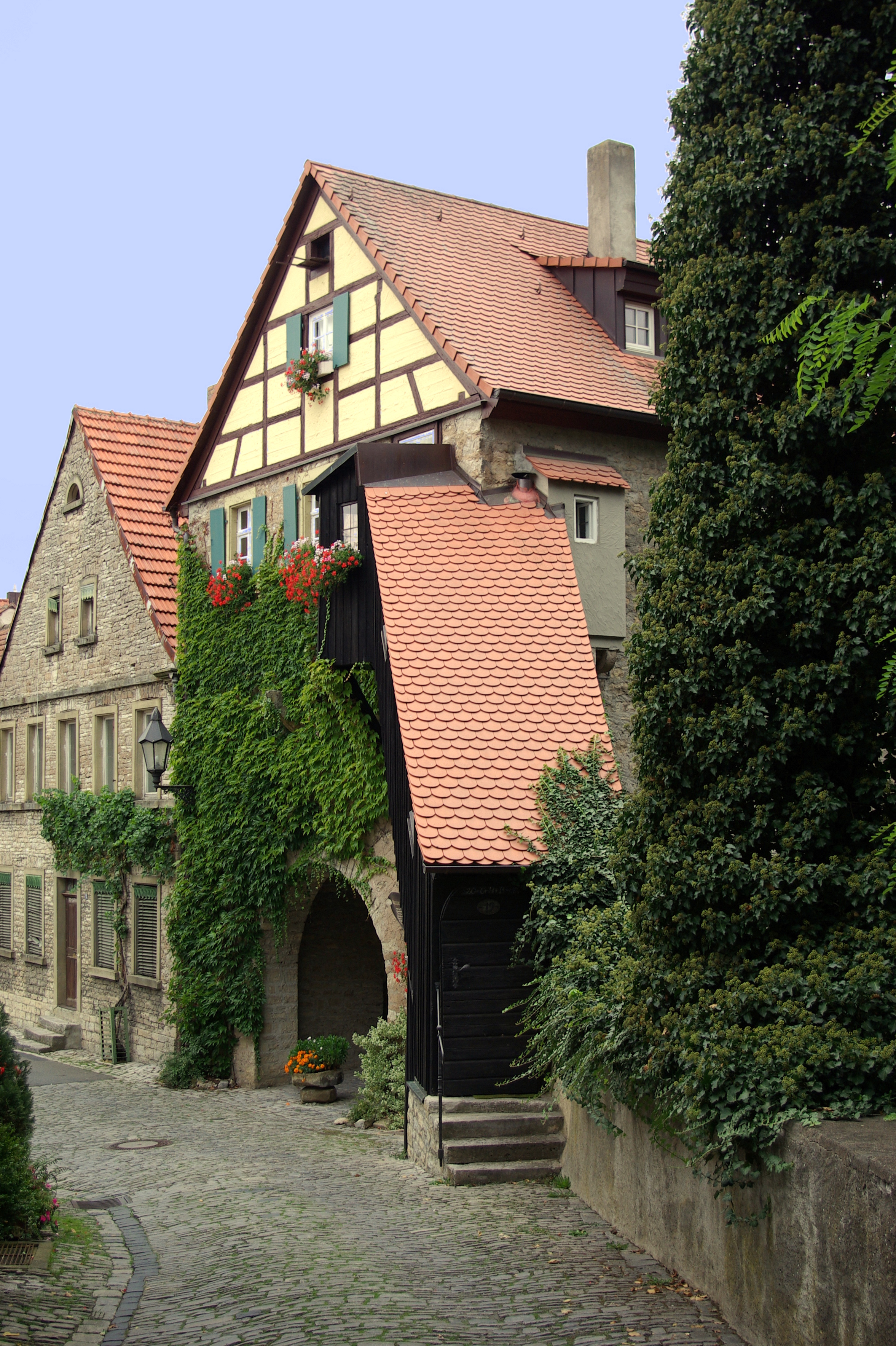
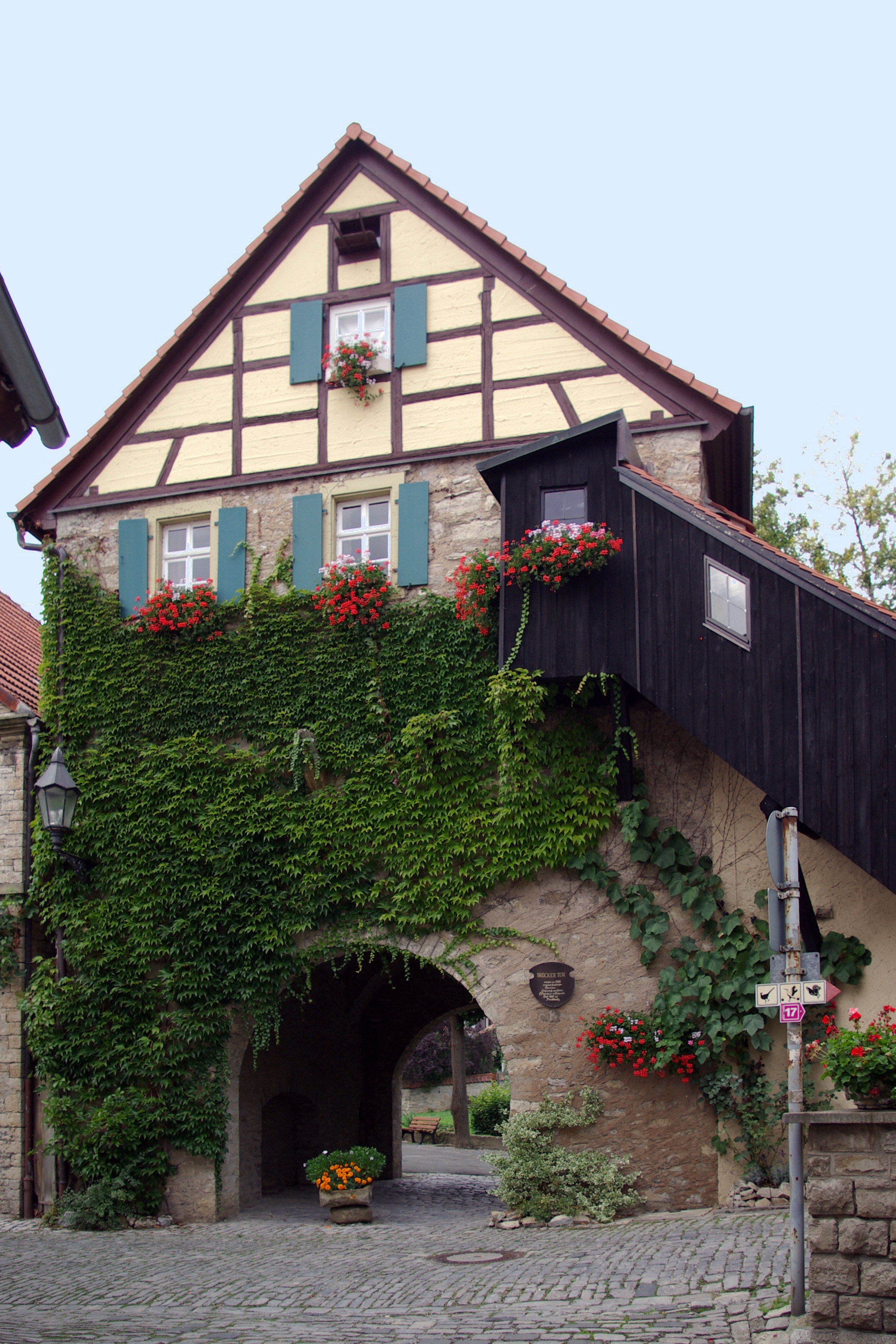
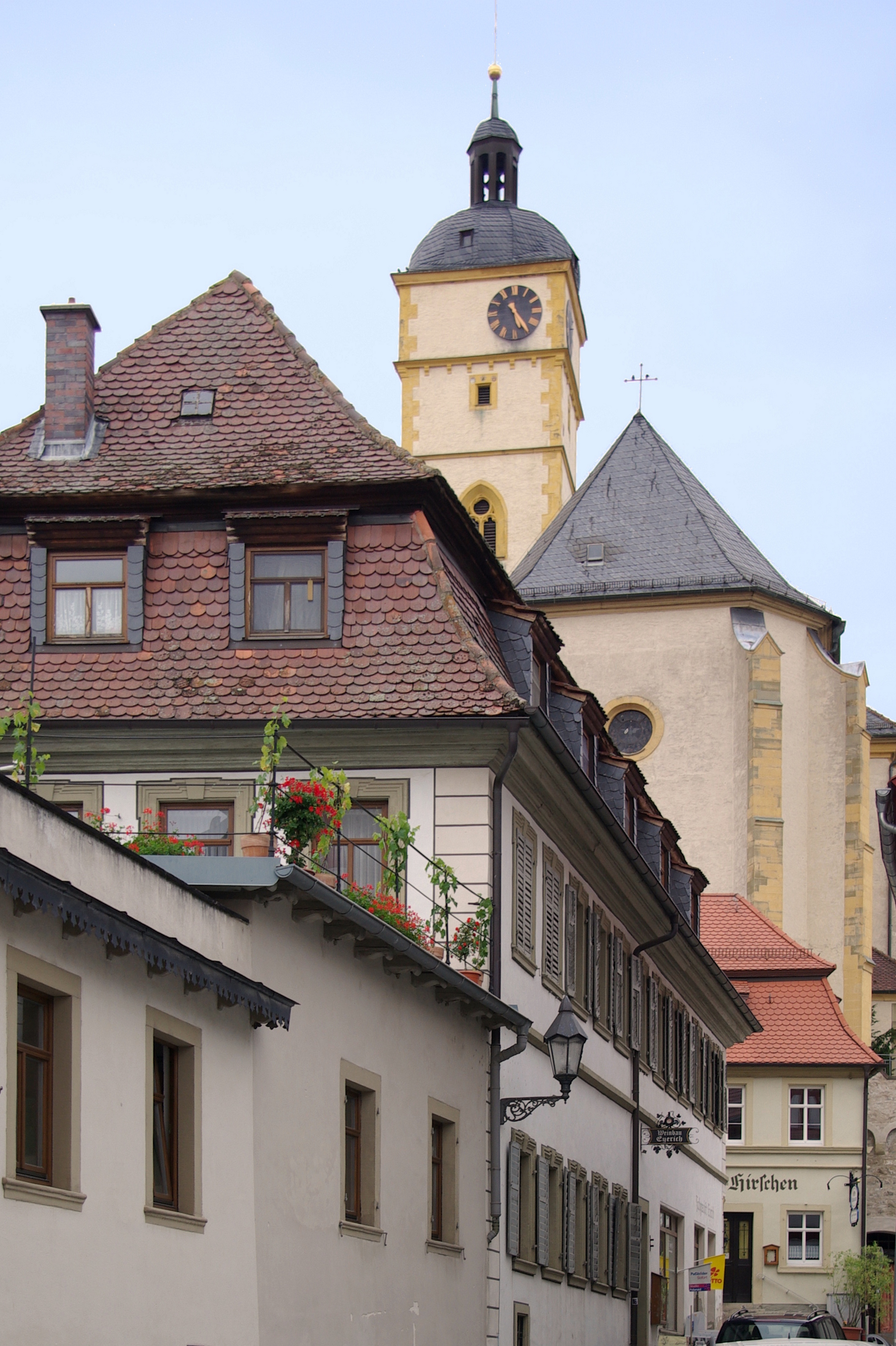
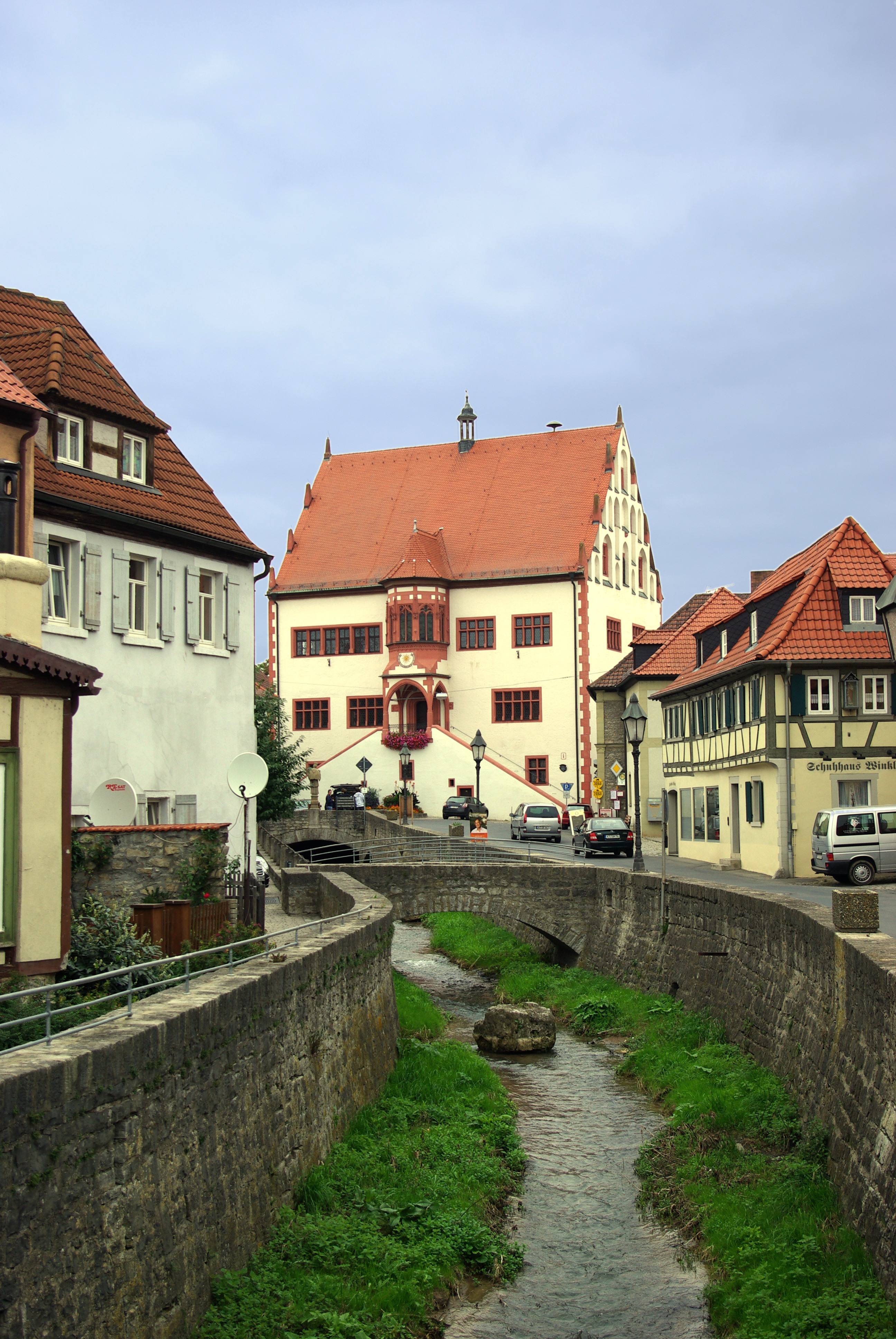
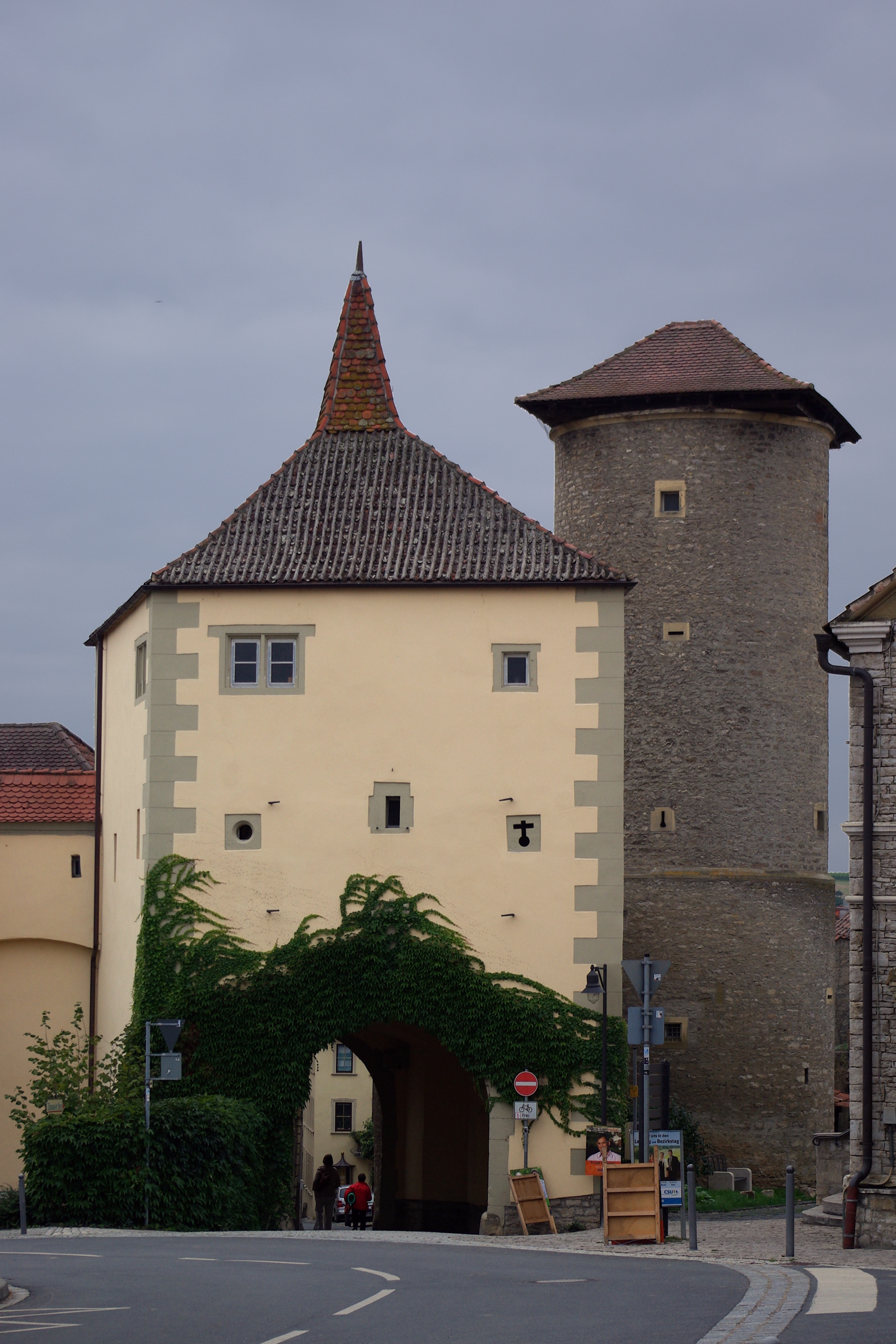

## Население
По оценке на 31 декабря 2015 года население общины Деттельбах составляет 6968 чел. 

| Дата      | 1840 | 1871 | 1900 | 1925 | 1939 | 1950 | 1961 | 1970 | 1987 | 2011 |
| --------- | ---- | ---- | ---- | ---- | ---- | ---- | ---- | ---- | ---- | ---- |
| Население | 5032 | 5479 | 5097 | 5192 | 5123 | 7195 | 6229 | 6450 | 6174 | 6920 |

| Год       | 1960 | 1970 | 1980 | 1990 | 2000 | 2009 | 2010 | 2011 | 2012 | 2013 | 2014 | 2015 |
| --------- | ---- | ---- | ---- | ---- | ---- | ---- | ---- | ---- | ---- | ---- | ---- | ---- |
| Население | 6145 | 6471 | 6180 | 6339 | 6781 | 6957 | 6967 | 6908 | 6874 | 6880 | 6949 | 6968 |

## Города-побратимы
- Пойсдорф (с 1986)
- Руфина (с 2006)